# Alexandre Obolensky
Alexandre vorst Obolensky (Brussel, 28 juli 1952 — maart 2018) was een Belgisch theaterdecorschilder en kunstschilder.

## Biografie

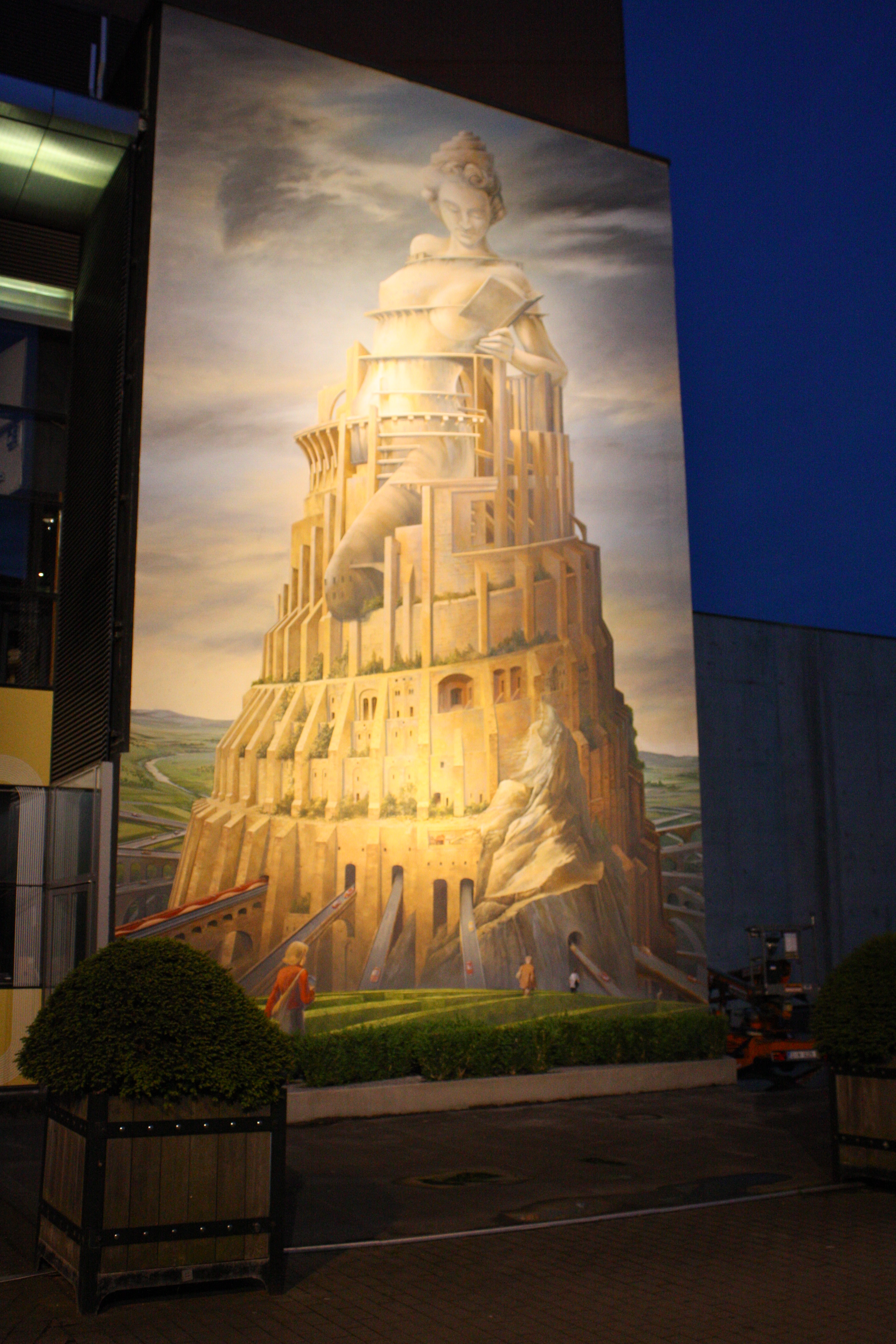
La tour infinie

Obolensky is een telg uit het Russische vorstengeslacht Obolensky en een zoon van Alexej vorst Obolensky (1925) en Helene Malin (1930), telg uit een Russisch adelsgeslacht. Zijn grootvader Andrej vorst Obolensky (1889-1967) was nog geboren in Rusland maar behoorde tot de groep Russische edellieden die naar Brussel trokken waar zich een groep van Russische adel vestigde; diens broer en diens nageslacht vestigden zich in Nice en Parijs waar neef Sergej (1918-2013) voorzitter werd van het familieverband. Leden van het geslacht hebben het recht het predicaat doorluchtigheid te voeren. Hij trouwde met Anne Desogne met wie hij een dochter en een zoon kreeg.
Obolensky volgde een opleiding aan Instituts Saint-Luc Bruxelles en trad in 1978 in dienst van de ateliers van de Koninklijke Muntschouwburg waar hij het vak van decorschilderen leerde. Vanaf 1982 was hij zelfstandig schilder en werkte voor vele theatervoorstellingen, balletten en opera's in België en elders in Europa. Met zijn vriend-kunstenaar François Schuiten maakte hij vele werken, waaronder de kunstwerken bij Hallepoort (metrostation), werken voor de wereldtentoonstellingen in Hannover (2000) en Japan (2005), Europalia Rusland (2005), het fresco La tour infinie (2010) in Louvain-la-Neuve. Zij waren beiden ook verantwoordelijk voor de artistieke inrichting en beschilderingen van Train World in Schaarbeek (geopend op 25 september 2015) waar ook zijn schilderij Hommage à Spilliaert sinds enkele dagen voor zijn overlijden geëxposeerd is.